# 2005年美國網球公開賽
2005年美國網球公開賽於2005年8月29日至9月11日舉行。

## 男子單打
參見2005年美國網球公開賽男子單打比賽。
- 冠軍： （Roger Federer，瑞士）
- 亞軍： （Andre Agassi，美國）
- 比分：6-3, 2-6, 7-61, 6-1

## 女子單打
參見2005年美國網球公開賽女子單打比賽。
- 冠軍： （Kim Clijsters，比利時）
- 亞軍： （Mary Pierce，法國）
- 比分：6-3, 6-1

## 男子雙打
- 冠軍：Bob Bryan/Mike Bryan（美國）
- 亞軍：Jonas Bjorkman（瑞典）/Max Mirnyi（白俄羅斯）
- 比分：6-1, 6-4

## 女子雙打
- 冠軍：Lisa Raymond（美國）/Samantha Stosur（澳洲）
- 亞軍：Elena Dementieva（俄羅斯）/Flavia Pennetta（意大利）
- 比分：6-2, 5-7, 6-3

## 混合雙打
- 冠軍：Daniela Hantuchova（斯洛伐克）/Mahesh Bhupathi（印度）
- 亞軍：Katarina Srebotnik（斯洛文尼亞）/Nenad Zimonjic（塞黑）
- 比分：6-4, 6-2

| 前任： 2004年美国网球公开赛     | 美国网球公开赛 2005年 | 繼任： 2006年美国网球公开赛     |
| 前任： 2005年温布尔登网球锦标赛 | 网球大满贯 2005年     | 繼任： 2006年澳大利亚网球公开赛 |